# Abu-Hàtim al-Malzuzí
Abu-Hàtim Yaqub ibn Labid al-Malzuzí, més conegut simplement com a Abu-Hàtim al-Malzuzí fou un imam ibadita de Tripolitana, encara que moltes fonts àrabs el presenten com un simple cap rebel.
La revolta dels ibadites a Tripolitana va esclatar el setembre/octubre del 762 un any després de la mort d'Abu-l-Khattab mentre que Abu-Hàtim no fou proclamat imam ad-difà (‘imam de la defensa’) fins al 770. La discussió se centra en si la informació de Shammakhi és correcte o l'any de l'hègira (154) no estarà equivocat i en realitat seria 145.
Se sap que va conquerir Trípoli on va fer una massacra i on va establir la seva capital. Segons la crònica de Zakariya va estar en contacte amb Abd al-Rahman ben Rustum, que en aquest temps es va establir a la muntanya Adjadj i va esdevenir després fundador de l'imamat rustúmida de Tahart.
El 771 (154 de l'hègira) Abu-Hàtim va donar suport a un aixecament amazic contra el governador abbàssida d'Ifríqiya, Úmar ibn Hafs conegut com a Hazarmard; va participar amb la seva gent al setge de Tubna al Zab mentre que altres forces de la Tripolitana romanien al setge de Kairuan que fou conquerida el 155 de l'hègira (771/772).
Poc després un exèrcit abbàssida enviat des d'Egipte va aparèixer a la frontera oriental de Tripolitana. Abu-Hàtim ja era a Trípoli i va sortir d'aquesta ciutat i va derrotar l'exèrcit abbàssida a un lloc que segons els historiadors ibadites fou prop de Maghmadas (la clàssica Macomades Syrtis, moderna Marsa Zafran) indicació que podria ser errònia. Un segon exèrcit abbàssida més potent fou despatxat des del Caire el 772, sota la direcció de Yazid ibn Hàtim al-Azdí. Abu-Hàtim va cridar a les tribus ibadites de Tripolitana per fer-hi front: els nafusa, els hawwara, els darisa i altres, i va atacar els invasors lliurant una batalla decisiva el 7 de març del 772 a l'oest de la localitat de Djanbi o Djanduba en la qual els ibadites foren derrotats i dispersats. L'imam va morir junt amb milers dels seus, potser fins a trenta mil.